# Колпакчи-Кузнецова, Марина Владимировна
Колпакчи-Кузнецова Марина Владимировна (31 августа 1933, Минск) — артистка балета, педагог, балетмейстер. Заслуженная артистка РСФСР (1988). Народная артистка Российской Федерации (2010)

## Биография
Родилась в семье Владимира Яковлевича Колпакчи — советского военачальника, генерала армии и Героя Советского Союза и Галины Степановны Колпакчи (Новиковой). В 1938 году, когда отец участвовал в Гражданской войне в Испании, мать Марины Владимировны была арестована, и девочка оказалась в детском доме.

Марина Владимировна начала заниматься танцами в Перми, где во время Великой Отечественной войны вместе с матерью находилась в эвакуации. Мама будущей балерины была любительницей балета, а отец первоначально настороженно относился к хореографическому обучению дочери. Марина Владимировна посещала танцевальный кружок при Кировском театре. Окончила хореографическое училище.

Балерина Большого театра с 1953 года. В 1974 году завершила сольную карьеру.

Окончила балетмейстерское отделение ГИТИСа и стала работать педагогом в Театре классического балета. Среди учениц — Галина Степаненко, Валерия Цой.
В 1988 году присвоено звание заслуженной артистки РСФСР.

В 2010 году становится народной артисткой России.

## Репертуар
- Фея Карабос — балет П. И. Чайковского «Спящая красавица»;
- Зарема — балет Бориса Асафьева «Бахчисарайский фонтан»;
- Фея Осень — экранизация балета Сергея Прокофьева «Золушка» — фильм-балет «Хрустальный башмачок».

## Семья
- Муж — Валерий Алексеевич Кузнецов (1937—2019)[2], один из заместителей председателя Агентства печати «Новости» (АПН).